# 横渡钱塘江
横渡钱塘江活动是由杭州市体育局、市体育总会主办，杭州市水上救生协会承办的横渡钱塘江游泳群众活动和赛事，2006年首次举办，每年一次在夏季举行，设置有群众性横渡和公开水域游泳大奖赛两大部分，前八届的举办地都处于六和塔水域，2014和2015年则选择在钱江新城水域举行，2015年有2700余人参加。
活动全程1200余米，2012年奥运会200米与400米个人混合泳冠军叶诗文就曾参加过横渡钱塘江活动并取得冠军。